# Centrostephanus coronatus
Centrostephanus coronatus är en sjöborreart som först beskrevs av Verill 1867.  Centrostephanus coronatus ingår i släktet Centrostephanus och familjen Diadematidae. Inga underarter finns listade i Catalogue of Life.